# Erling Enger
Erling Enger, född 1899 i Fåberg i Oppland fylke, död 1990 i Enebakk i Akershus fylke, var en norsk målare.

## Biografi
Erling Enger utbildade sig först i skogsbruk på Norges Landbrukshøgskole i Ås och arbetade därefter som ansvarig för Enebakks kommuns skog under ett års tid. Därefter flyttade han till Oslo och följde kvällskurser i teckning vid Statens håndverks- og kunstindustriskole. Efter två års studier där började han vid Statens kunstakademi i Oslo, där han studerade för Axel Revold (1887-1962). Han gjorde ett antal studieresor till Tyskland, England, Nederländerna, Italien och Frankrike och debuterade på konstakademins höstutställning 1931. 
Erling Enger slog igenom som konstnär först i början av 1940-talet. Han hade sin första separatutställning 1942 på Galleri Per i Oslo. Han inspirerades av tysk expressionism, först av Brücke och senare av konstnärer som Rolf Nesch (1893-1975) och gjorde framför allt färgrika målningar med motiv från sin hemkommun Enebakk. Han omnämndes ofta som "humoristen i norskt måleri". 
Nasjonalmuseet for kunst, arkitektur og design i Oslo har flera målningar av Erling Enger med motiv från Enebakk, bland annat Landskap, Enebakk från 1943, I Skogen från 1944, Vinter, Enebakk från 1961 och Måneskinn från 1947. Ett av hans centrala verk från Enebakk är Gammel gård som visar gårdstunet på Børter gård  i Enebakk med författaren Ragnhild Jølsens griftefärd.